# Opisthoxia elysiata
Opisthoxia elysiata là một loài bướm đêm trong họ Geometridae.